# Jeffrey Bruma
Jeffrey Bruma (Rotterdam, 13 de novembro de 1991) é um ex-futebolista neerlandês de ascendência surinamesa que atuava como zagueiro.

## Carreira
Bruma começou sua carreira profissional no Chelsea em 2009, não tendo espaço no elenco principal pela forte concorrência e pela pouca idade foi emprestado seguidos anos para o Leicester City e Hamburger SV. No ano de 2013 tem o contrato desvinculado com o Chelsea, fechando em definitivo com o PSV.

## Títulos
PSV Eindhoven
- Eredivisie: 2014–15, 2015–16
- Supercopa dos Países Baixos: 2015